# Darum leben wir (Lied)
Darum leben wir ist ein Lied der deutschen Pop- und Soulsängerin Cassandra Steen. Das Stück ist die erste Singleauskopplung aus ihrem gleichnamigen zweiten Studioalbum Darum leben wir.

## Entstehung und Artwork
Geschrieben wurde das Lied von Florian Fischer, Sebastian Kirchner, Heike Kospach und Adel Tawil. Gemischt und produziert wurde die Single von Andreas Herbig, programmiert von Martin Druzella und Frank Sieben. Das Mastering fand im True Track Recording Studio unter der Leitung von Dirk T.Jambor statt. Das Lied wurde unter dem Musiklabel Urban veröffentlicht. Auf dem Cover der Maxi-Single ist – neben der Aufschrift des Künstlers und des Liedtitels – Steen auf einer Matte liegend zu sehen. Die Aufnahmen fanden in den Hamburger Tonofen Studios unter der Leitung von Michael Herberger statt.

## Veröffentlichung und Promotion
Die Erstveröffentlichung von Darum leben wir erfolgte am 30. Januar 2009 in Deutschland, Österreich und der Schweiz. Die Single ist zum Download und als physischer Tonträger erhältlich. Die Maxi-Single enthält neben der Radioversion auch eine Instrumentalversion von Darum leben wir, als B-Seite. Neben der regulären Maxi-Single existiert auch eine spezielle digitale Maxi-Single, die um einen Remix von Numarek erweitert ist.
Bundesvision Song Contest 2009
Um das Lied und sich selbst zu bewerben, trat Cassandra Steen beim Bundesvision Song Contest 2009 für Baden-Württemberg an. Sie belegte hinter Peter Fox (Schwarz zu blau), Polarkreis 18 (The Colour of Snow) und Rage (Gib dich nie auf) den vierten Rang mit 103 Punkten. Aus ihrer Heimat Baden-Württemberg bekam sie mit zwölf Punkten die volle Punktzahl, aus den restlichen Bundesländern bekam sie jeweils mindestens fünf Punkte. Jeder Künstler dreht zu Promotionzwecken einen Wahlwerbespot für die Teilnahme am BuViSoCo. In diesem sind Menschen zu sehen, die den Baden-Württembergischen Slogan „Ein starkes Stück“ mit Dingen weiterführen, die sie mit Baden-Württemberg in Verbindung bringen.
Punktevergabe
|   |   |   |   |   |   |   |   |   |   |   |   |   |    |   |   | Gesamt |
| - | - | - | - | - | - | - | - | - | - | - | - | - | -- | - | - | ------ |
| 6 | 6 | 6 | 6 | 7 | 6 | 6 | 6 | 5 | 5 | 7 | 6 | 6 | 12 | 5 | 8 | 103    |

## Inhalt
Der Liedtext zu Darum leben wir ist auf Deutsch verfasst. Die Musik wurde von Florian Fischer, Sebastian Kirchner und Adel Tawil, der Text von Heike Kospach geschrieben. Musikalisch bewegt sich das Lied im Bereich der Soul- und Popmusik.
In einem Interview mit dem „Hip Hop Jam Magazin“ erklärte Steen, wie es zum Titel kam. Sie fand, dass sich viel zu viele Menschen, vor allem Jugendliche, fragen, warum sie überhaupt leben. Ihre Antwort ist, dass jeder für sich selbst eigentlich der Sinn sein sollte. Keiner sollte eingebildet rumrennen, sondern sich sagen, ich hab einen Fehler gemacht und ich möchte eigentlich dafür sorgen, dass es nicht wieder passiert. Sie denkt, dass es uns etwas besser gehen würde, wenn man sich selbst akzeptiert und auch anfängt, sich selbst zu lieben. Gerade Kinder könnten lernen, wie man auch bei schwierigen Situationen den Kopf oben behält. Steen findet, dass jeder dafür verantwortlich ist, daran etwas zu ändern und sich um seine Zukunft zu kümmern.

„Und darum leben wir.

Wir leben um da zu sein,

Leben um wahr zu sein.

Und darum leben wir.

Und wir nehmen alles mit,

jeden Schmerz und alles Glück,

der Welt.“

## Musikvideo
Im Musikvideo ist Steen zu sehen, die mit einem Mann zusammen ist. Anfangs sind Szenen der gemeinsamen Partnerschaft zu sehen, später erfolgt die Trennung. Zwischendrin sind immer wieder Alltagsszenen der alleingelassen Steen zu sehen. Die Gesamtlänge des Videos ist 3:56 Minuten. Regie führten Olaf Heine und Deborah Schamoni, produziert wurde das Video von Sibylle Krafft von Dellmensingen und der Erste Liebe Filmproduktion.

## Mitwirkende
| Liedproduktion - Martin Druzella: Programmierung - Florian Fischer: Komponist - Michael Herberger: Tonmeister - Andreas Herbig: Mischer, Musikproduzent - Dirk T.Jambor: Mastering - Sebastian Kirchner: Komponist - Heike Kospach: Liedtexter - Frank Sieben: Programmierung - Cassandra Steen: Gesang - Adel Tawil: Komponist Unternehmen - Erste Liebe Filmproduktion: Filmproduzent (Musikvideo) - Tonofen Studio: Tonstudio - True Track Recording: Mastering - Universal Music Publishing: Vertrieb - Urban: Musiklabel | Musikvideo - Andreas Banz: Setaufnahmeleiter - Michael Behrends: Beleuchter - Stephanie Canisius: Artdirector - Olaf Heine: Regisseur - Dominik Hermanns: Schnittassistent - Roy Herzog: Regieassistent - Matthias Heyder: Herstellungsleiter - Alexander Knoblauch: 2. Kameraassistent - Philipp Krovoza: Kamerabühne - Marc Lubosch: Oberbeleuchter - Moritz Martin: Beleuchter - Doreen Regel: Stylistin - Deborah Schamoni: Kamerafrau, Regisseurin - Jo Schorch: 1. Kameraassistent - Martin Turansky: Maskenbildner - Sibylle Krafft von Dellmensingen: Filmproduzent - Susi Wittmann: Produktionsassistentin |

## Chartplatzierungen
Darum leben wir erreichte in Deutschland Position sechs der Singlecharts und konnte sich insgesamt drei Wochen in den Top 10 und 13 Wochen in den Charts halten. In Österreich erreichte die Single in sechs Chartwochen Position 48 der Singlecharts. Darum leben wir platzierte sich in den deutschen Jahrescharts von 2009 auf Position 93.
Für Steen ist dies der achte Charterfolg in Deutschland und der zweite in Österreich. Es ist ihr erster Top-10-Erfolg in Deutschland. Bis zu diesem Zeitpunkt war Darum leben wir die erfolgreichste Singleveröffentlichung Steens in Deutschland, dies änderte sich mit der Nachfolgesingle Stadt. Für Tawil als Autor ist Darum leben wir bereits der 15. Charterfolg in Deutschland sowie der siebte Charterfolg in Österreich. In Deutschland ist es ihr fünfter Top-10-Erfolg.
| ChartsChartplatzierungen | Höchstplatzierung | Wochen |
| ------------------------ | ----------------- | ------ |
| Deutschland (GfK)        | 6 (13 Wo.)        | 13     |
| Österreich (Ö3)          | 48 (6 Wo.)        | 6      |

| ChartsJahrescharts (2009) | Platzierung |
| ------------------------- | ----------- |
| Deutschland (GfK)         | 93          |